# Отношения между ЕС и Русия
Русия и Европейският съюз – дипломатически и икономически отношения между Евросъюза и Русия.
Действащото Споразумение за партньорство и сътрудничество (СПС) между Евросъюза и Русия е подписано през 1994 година.
През пролетта на 2014 година, във връзка с руското вмешателство в ситуацията на Кримския полуостров, последвано от влизането на република Крим в състава на Руската Федерация и ескалацията на ситуацията в Източна Украйна, които се разглеждат като нарушаване на териториалната цялостност на Украйна, Евросъюзът приема редица ограничителни мерки по отношение на Русия, нейните управляващи органи, държавни институции, компании, политически, държавни и военни деятели.
Основната практическа задача пред ЕС и Русия е да постигнат единно виждане за стратегическите изменения на техните отношения. Към началото на 21 век, двете страни поддържат двустранните си връзки в условия на „стратегическо несъответствие“. Причината е в противоречието между изискванията, поставяни от ЕС на Русия, и очаквания ограничен краен резултат за двустранните отношения и руските интереси. Така например, в Общата стратегия на ЕС за Русия от 1999 г. се изисква „пълна трансформация на Русия“, „създаване на първо място на действаща пазарна икономика“, „върховенство на закона като предварително условие“, „изграждане на гражданско общество във всички сфери“ и редица други предписания, които са характерни за отношението на ЕС към страни кандидатки за членство в Европа .

## История
На 25 юни 1988 година е подписано споразумение за търговия и сътрудничество между Европейската икономическа общност (ЕИО) и Съюза на съветските социалистически републики (СССР), а на 24 юни 1994 година – двустранно споразумение за партньорство и сътрудничество между Европейския съюз и Русия (стъпва в сила на 1 декември 1997 година). Първото заседание на Съвета за сътрудничество на ЕС – Русия е проведено в Лондон на 27 януари 1998 година.
В периода 1999 – 2001 година Европарламентът приема серия критически резолюции за положението в Чечня.

## Сфери на сътрудничество
Със споразумението от 2005 година се предвижда осъществяването на стратегическо партньорство чрез формирането на четири общи пространства („пътни карти“):
- Икономика;
- Вътрешна безопасност и правосъдие;
- Външна безопасност;
- Наука и образование.

Идеята на ОЕЕП е предложена от Романо Проди през 2001 година по време на конференция на ЕС и Русия. Но до днес тази идея не може да бъде осъществена, тъй като между ЕС и Русия не съществуват дори зони за свободна търговия.
От практическа гледна точка това е трябвало да доведе до сближаването на икономиките на Русия и Евросъюза, задълбочаване на съвместното сътрудничество в борбата с организираната престъпност, тероризма, незаконната миграция, а в перспектива – към отмяна на визовия режим.
Общото пространство на външната безопасност предполагало повишаване на сътрудничеството между страните в решаването на международните проблеми.
Според статистиката на ЕС се пада половината от обема на руската външна търговия, а държавите-участнички в тази организация са най-големите преки инвеститори в руската икономика.
През 2003 година стоковият обмен между РФ и Европейския съюз (имайки предвид неговите нови членове, присъединили се към ЕС през 2004) достига 92 млрд. евро. От Европа в РФ влизат преимуществено коли и оборудване, готова промишлена продукция, стоки за широка употреба. ЕС – главен източник на съвременни технологии за Русия.
Основно Русия влиза в ролята на доставчик на енергоресурси. Делът на „Газпром“ в доставянето на природен газ в Западна Европа възлиза на 25%. Естония, Литва, Латвия и Словакия практически изцяло зависят от руския газ, а Унгария, Полша, и Чехия – на две трети и повече. Що се отнася до нефта, то Русия доставя в ЕС 44% от общия ѝ внос. Следва, но имайки в предвид, че според съществуващите документи на ЕС страните-членки са задължени на диверсифицират вноса, което неминуемо ще доведе до понижаване на руския износ на енергоносители към Европа и необходимостта за Русия да излезе на нови търговски пазари.

## Безвизов режим
На 27 август 2002 г. президентът на Русия Владимир Путин отправя по адрес на председателя на Европейската Комисия и глава на страните-членки на ЕС послание за проблемите по животоосигуряване в Калининградската област по отношение разширяването на ЕС, в което е било предложено да се разгледа в перспектива въпроса за преминаването в безвизов режим при взаимните пътувания. Това послания е официалното начало на преговорите по въпроса за безвизовите пътувания на гражданите на Русия и страните от Европейския съюз. Изненадващо, ЕС не отхвърля възможността за установяване на безвизов режим с Русия, дори напротив, на заседанието на Съвета на ЕС в Брюксел на 30 септември 2002 г. е прието решение да се разгледа отделно в качеството на дългосрочен перспективен въпрос за възможностите по установяване на безвизови отношения с Русия.
На 17 юли 2003 година главата на Европейската комисия Романо Проти заявява, че в течение на близките пет години може да бъде ликвидирана настоящата визова система за влизането на руските граждани в страните от Европейския съюз.
На 19 юни 2006 година постоянният представител на РФ пред Европейския съюз Владимир Чижов заявява, че рано или късно, може би към 2008 година, РФ и ЕС ще са в безвизов режим.
На 7 юли 2008 година главата на международния комитет на „Държавната дума“ Константин Косачев заявява, че Русия и ЕС са готови след две-три години да преминат към пълна отмяна на визовия режим.

## 2010 година
На 12 януари 2010 година главата на МИД, председателстваща в Испания, Мигел Анхел Моратинос, заявява, че по време на срока за председателстване на Испания в ЕС (до 30.06.10) трябва да бъде създадена „пътна карта“, предвиждаща либерализацията и последващата отмяна на визовия режим между Русия и ЕС.
На 24 февруари 2010 година върховният представител на ЕС по чуждестранните дела и политика на безопасността Кетрин Ештон заявява на пресконференция в Москва, че пред Европейския съюз и Русия има още много работа до постигането на безвизов режим. Според Deutsche Welle, Кетрин Ештон вярва, че ЕС и Русия все още се намират далеч от въвеждането на безвизов режим.
На 12 май 2010 година руският вестник „Ведомости“, цитирайки „близкото до структурите на ЕС, издание EUobserver“ съобщават, че ЕС е разработил „пътна карта“ за отмяна на визовия режим с Русия и може да я представи на 31 май – 1 юни в Ростов на Дон. ЕС предявява три изисквания към Русия: въвеждане на биометрични паспорти, приемане на закон за защита на данните и подобряване на безопасността на границите. „Но дори и в случай на изпълнение им, отмяната на визите не е гарантирана“ – пише изданието.
На 31 май 2010 година Газета.ру съобщава, че по думите на министъра на чуждестранните дела Сергей Лавров, руската страна е решена да превърне въпроса за безвизовия режим в ключов по време на конференцията в Ростов на Дон.
На 1 юни 2010 година руската делегация на конференцията в Ростов на Дон предава на представителя на Европейския съюз проект за договор, свързан с отмяната на визите: той гласи, че пътувания с цел посещения на приятели и роднини, и недълги турове в Европа могат да станат безвизови. Пред ЕС е обявено, че документът е аналогичен на този, който Русия е подписала с Израел. ЕС взима документа, но заявява, че все още е много рано да се говори за споразумение.
На 21 юли 2010 година, по време на срещата на Дмитрий Медведев с президента на Финландия Таря Халонен, са обсъдени някои въпроси, в частност е повдигнат въпросът за въвеждането на безвизовия режим. Халонен заявява, че безвизовият режим е необходим и че той ще се въведе за в бъдеще. За момента е трудно да се въведе безвизов режим, необходима е тежката дума на Еврокомисията. Във всеки случай, Финландия ще подкрепя Русия в предстоящото решение на този въпрос.
На 23 юли 2010 година премиер-министърът на Италия Силвио Берлускони, по време на визитата на руския президент Дмитрий Медведев в Италия, посочва трудностите, свързани с отмяната на визовия режим: „Съществува съпротивление от страна на държавите от Източна Европа. Може би това е свързано със съветския период“. След това италианският премиер отбелязва, че „се задължава“ да продължи с обсъждането на този въпрос в ЕС. Също така той съобщава, че вече е предложил на председателя на Европейската комисия Жозе Мануел Барозу да постави на дневен ред въпроса за отмяна на визите с Русия на следващото заседание на Съвета на Европа в Брюксел.
На 13 септември 2010 година Сергей Лавров рязко заявява, че ЕС, без каквито и да било основания за това, забавя прехода към безвизов режим. Лавров нарича тази ситуация „неприлична за нивото на нашите отношения“.
На 25 септември 2010 година Лавров съобщава, че Дмитрий Медведев е предал на главата на Еврокомисията Барозу и на председателя на Европейския съвет Ван Ромпой проект за споразумение по отмяната на визовите изисквания и че очаква конкретен отговор до декемврийската конференция на Русия и ЕС.

## 2012 година
На 23 април 2012 година Немско-руският форум призовава канцлера на ФРГ Ангела Меркел да съдейства за въвеждането на безвизов режим между страните на ЕС и Русия. Той смята, че такъв режим следва да се приеме през 2013 година. „Делът на отказите, възлизащ на по-малко от един процент, вече не оправдава разходите по осигуряването на визов режим, който ежегодно струва на немската икономика 300 млн. евро“ – се посочва в документите.
На следващия ден, с изискване за скорошна отмяна на визовия режим с Русия и с молба за оказване на активно съдействия, се обръщат към правителството на ФРГ и Бундестаг шест големи немски съюза, представляващи интересите на износителите и промишлеността. Те посочват, че визите затрудняват деловите контакти и водят до ненужни разходи.
В края на май, с призив за отмяна на визовите бариери с Русия, се изказват шест европейски промишлени съюза, представляващи повече от един милион предприятия от цяла Европа. Източният комитет на немската икономика призовава към създаването на единно икономическо пространство от Лисабон до Владивосток.

## Единно икономическо пространство
На руско-немско-френската конференция в Довил на 19 октомври 2010 година лидерите на Германия, Русия и Франция съгласували план за действие, според който, съгласно Никола Саркози, след 10 – 15 години Русия и ЕС могат да се превърнат в единно икономическо пространство – без визи и с обща система за безопасност.
На 25 ноември 2010 година в статия на немския вестник Suddeutsche Zeitung премиер-министърът на Русия Владимир Путин предлага на ЕС да създаде икономически алианс, който може да се разположи на територията от Владивосток до Лисабон. В частност една от причините за активирането на развитието на партньорството между Русия и ЕС, в резултат на която трябва да се създаде икономически алианс, е икономическото развитие на Сибир и източните територии на Русия: „Според думите на Путин кризата показа, че икономиките на Русия и ЕС са уязвими. Русия, пише премиерът, все още силно зависи от сивия пазар. Сред минусите на Европа Путин посочва деиндустриализацията на икономиката, която води до загуба на пазарните позиции на ЕС, в това число и на пазара на високотехнологичните стоки.
За да се промени ситуацията, премиерът смята, че е необходимо отчетливо да се използват плюсовете на двете икономически системи – Русия и ЕС. Русия може да предложи на Европа ресурси, инвестиционен капитал, нови технологии“.

## Средносрочна стратегия на Русия
В руската Средносрочна стратегия за развитие на отношенията между Руската федерация и ЕС в периода 2000 – 2010 г. се казва: „Като световна сила, разположена на два континента, Русия трябва да запази своята свобода да определя и осъществява своята вътрешна и външна политика, своя статут и преимущества на евро-азиатска държава и най-голяма страна от ОНД, както и независимостта на своите позиции и дейност в международните организации“.
Руската стратегия подчертава правото на Русия да закриля определени сектори на икономиката, като внушава, че това ще бъде правено даже ако то противоречи на условията на Споразумението за партньорство и сътрудничество между Русия и ЕС или спъва преговорите за присъединяване на Русия към Световната търговска организация. Тази постановка е потвърдена от постъпките на руската страна при спора между ЕС и Русия в периода 2003 – 2004 г. по въпроса за дотиране от руската държава на вътрешните цени на петрола, в противоречие на изискванията на Световната търговска организация.
Аназилът на Средносрочната стратегия покава, че основният стремеж на Русия в отношенията си с ЕС е да осигури националните си интереси . В нея отсъства позоваване на споделени демократични ценности, което е изрично условие на ЕС за засилено взаимодействие с Русия. Обобщавайки Общата стратегия на ЕС за Русия и на Средносрочната руска стратегия за отношенията с ЕС, експерти посочват, че те отразяват различни концепции. ЕС поставя акцент върху демократичните ценности и необходимост от преобразяване на Русия, докато руският документ подчертава националните интереси и суверенитет.
Възраждащата се стратегия на Русия да възвърне регионалната си хегемония, основаваща се на според нея „легитимни“ интереси като голяма международна сила, ще доведе до отневането на легитимно право на страните от черноморския регион да се развиват като независими, нормални и суверенни демократични общества, които да упражняват правото си на избор и да отстрани бившите съветски общества от пътя им към европейската и евроатлантическата интеграция като суверенни демократични държави. Това от своя страна ще доведе до конфронтация с интереситет на ЕС в региона.

## Позиция на ЕС
Независимо от концептуалните различия, сътрудничеството в някои области има по принцип перспектива , например т.нар. Диалог по въпросите с енергетиката.
Тласък на диалога и сътрудничеството между ЕС и Русия в сферата на международната политика и сигурност беше даден на Срещата на върха Русия – ЕС в Москва в края на 2000 г. Сравнително добре двете страни координират позицията си по отношение на Близкия изток и Балканите . ЕС и Русия са ключови партньори в Четворката, а руската страна направи символична стъпка с предложението си да включи 5 нови представители в политическа мисия на ЕС в Босна и Херцеговина.
Съгласно решения на Европейския съвет от Ница (2000 г.) европейските институции работят по прецедури за ефективно включване на Русия в мисии за управление на кризи, но все още не са конкретизирани общи положения за започване на диалог с Русия в случай на възникваща криза и за възможност Русия да бъде поканена да участва в операция на ЕС. През 2001 – 2002 г. Министерството на отбраната и Министерството на извънредните работи в Русия представиха в Брюксел предложения за съвместно планиране и възможно създаване на многостранни операции за поддържане на мира, но ЕС все още се въздържа да формулира ответна позиция.

## Борба срещу тероризма
Сътрудничеството между Русия и ЕС в борбата срещу тероризма се характеризира с редица съвпадащи политически подходи (за централна роля на ООН, връзка между тероризъм и организирана престъпност, необходимост от обмен на разузнавателна информация за съмнителни сделки) и недотам резултатно оперативно сътрудничество.

## Военно–техническа област, сигурност и отбрана
Във военно-техническата област по принцип има перспективи  ЕС да прибегне до руски стратегически въздушен транспорт при операции за управление на международни кризи.
През 2001 г. руски правителствени експерти изготвиха оценка, че „политиката на ЕС в областта на сигурността и отбраната е в етап на формиране“. Това предпазливо становище е в основата на продължаваща и днес „изчаквателна позиция“ на Русия към капацитета на европейската политика за сигурност и отбрана .
Смесената политика на отношенията ЕС-Русия отразява наличие на взаимен интерес от сътрудничество , включително със стратегически измерения, но и липса на визия за това, как Русия да бъде привлечена за трайно сътрудничество  върху платформата на европейски и атлантически ценности и стандарти, без да се накърнят самочувствието ѝ на световна сила и конкретни нейни интереси на регионален фактор.
През февруари 2004 г. Европейската комисия публикува резултатите от преглед на отношенията си с Русия, предназначен да спомогне за разработване на по-единен и по-ефективен подход . ЕС заяви, че възнамерява да ангажира Русия в изграждане на „истинско стратегическо партньорство, като се изработи стратегия, съобразена с проблемите.“

## Стратегическо партньорство

### Среща в Петербург
Съгласно решенията от срещата на най-високо равнище в Петербург през май 2003 г. Отношенията ЕС-Русия имат за стратегическа целсъздаване на четири „общи пространства“:
- общо икономическо пространство
- общо пространство на свобода, сигурност и правосъдие
- общо пространство в областта на външната сигурност
- общо пространство за научни изследвания и образование, включително култура

## Проблеми
В същото време, за 2004, преговорите за попълването на четирите пространства с практическо съдържание става бавно. Най-големи успехи страните постигат при формирането на общо икономическо пространство. Що се отнася до въпросите за вътрешна и външна безопасност, то разширението на ЕС, осъществено през 2004 година, предизвиква раждането на нови проблеми, при това отношенията с Русия са доведени от ЕС до ранга на отношенията с така наречените държави „с непосредствено съседство“. Също така там попадат страни от Северна Африка, Украйна, Молдавия, Грузия и т.н.
С присъединяването на 10 нови държави, негативното отношение към Русия в щаб-квартирата на ЕС се увеличава. В показателна се превръща проведената на 10 октомври 2004 година среща на главите на страните от МИД 11 – членовете на ЕС (Полша, Чехия, Унгария, Словакия, Естония, Латвия, Литва, Дания, Швеция, Финландия и Австрия), на която е предявено изискване за повишаване на ролята на „малките страни“ във външната политика на ЕС, а по-конкретно – ожесточаване на политиката на ЕС по отношение на Русия.
От септември 2004 нов обект на критика стават предложенията на президента на Русия Владимир Путин за държавно преустройство на Русия.
Претенциите на Русия към ЕС засягат:
- Предложение към ЕС за въвеждане на диалог с Русия в рамките на програмата „Ново партньорство“ – единен план за сътрудничество на ЕС с граничещите държави, което поставя Русия на нивото на северноафриканските страни;
- Нерегулирането на въпросите за превоз на товари и пътници между основната територия на Русия и Калининградската област;
- Ограничаване на правата на рускоезичното население в Латвия и Естония;
- Опитите на ЕС да пречи за съхраняването на външнополитическото влияние на Русия върху постсъветското пространство;

Претенциите на ЕС към Русия засягат:
- Нарушаването на човешките права в Чечня и гражданските свободи;
- Запазването на руските военни бази в Приднестровие и Грузия, вмешателството на Русия във вътрешните грузински конфликти (Абхазия и Южна Осетия);
- Занижаване на вътрешните руски цени на енергоносителите в сравнение със световните цени;
- Взимането от страна на Русия на компенсационни плащания от европейски авиокомпании за използването на директния транссибирски маршрут.
- Отсъствието на прогрес в отношенията между Русия и ЕС довежда, в частност до промяната на конференцията между Русия и ЕС, планирана за 11 ноември 2004 година. Конференцията се състои на 25 ноември 2004 година, но практически е била посветена изцяло на обсъждането на президентските избори в Украйна и не допринася за прогрес в отношенията между ЕС и Русия.